# Turčianske Teplice
Turčianske Teplice (slovaque : Štubnianske Teplice avant 1946,  : Bad Stuben,  : Stubnyafürdő) est une ville de la région de Žilina, au nord de la Slovaquie. Sa population est de 6 900 habitants.

## Histoire
La plus ancienne mention de Turčianske Teplice remonte à 1281.

## Démographie

### Évolution de la population
| Année:               | 1994. | 2004.   | 2014.   | 2024.   |
| -------------------- | ----- | ------- | ------- | ------- |
| Nombre de personnes: | 7285  | 6929    | 6518    | 6069    |
| Différence:          |       | -4,88 % | -5,93 % | -6,88 % |

| Année:               | 2023. | 2024.   |
| -------------------- | ----- | ------- |
| Nombre de personnes: | 6178  | 6069    |
| Différence:          |       | -1,76 % |

## Jumelages
La ville de Turčianske Teplice est jumelée avec :
- Havířov (Tchéquie)
- Holešov (Tchéquie)
- Skawina (Pologne)
- Wisła (Pologne)
- Aranđelovac (Serbie)